# Ontherus compressicornis
Ontherus compressicornis là một loài bọ cánh cứng trong họ Bọ hung (Scarabaeidae).